# Großraumflugzeug

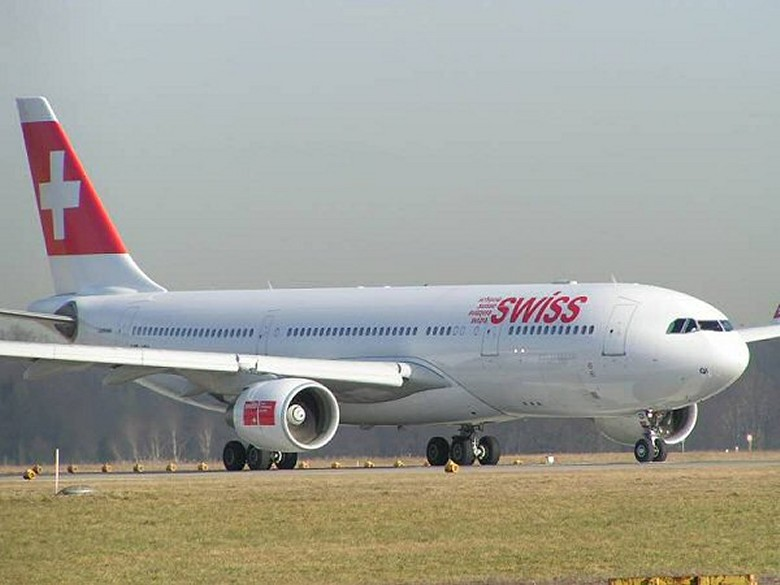
Airbus A330 der Swiss

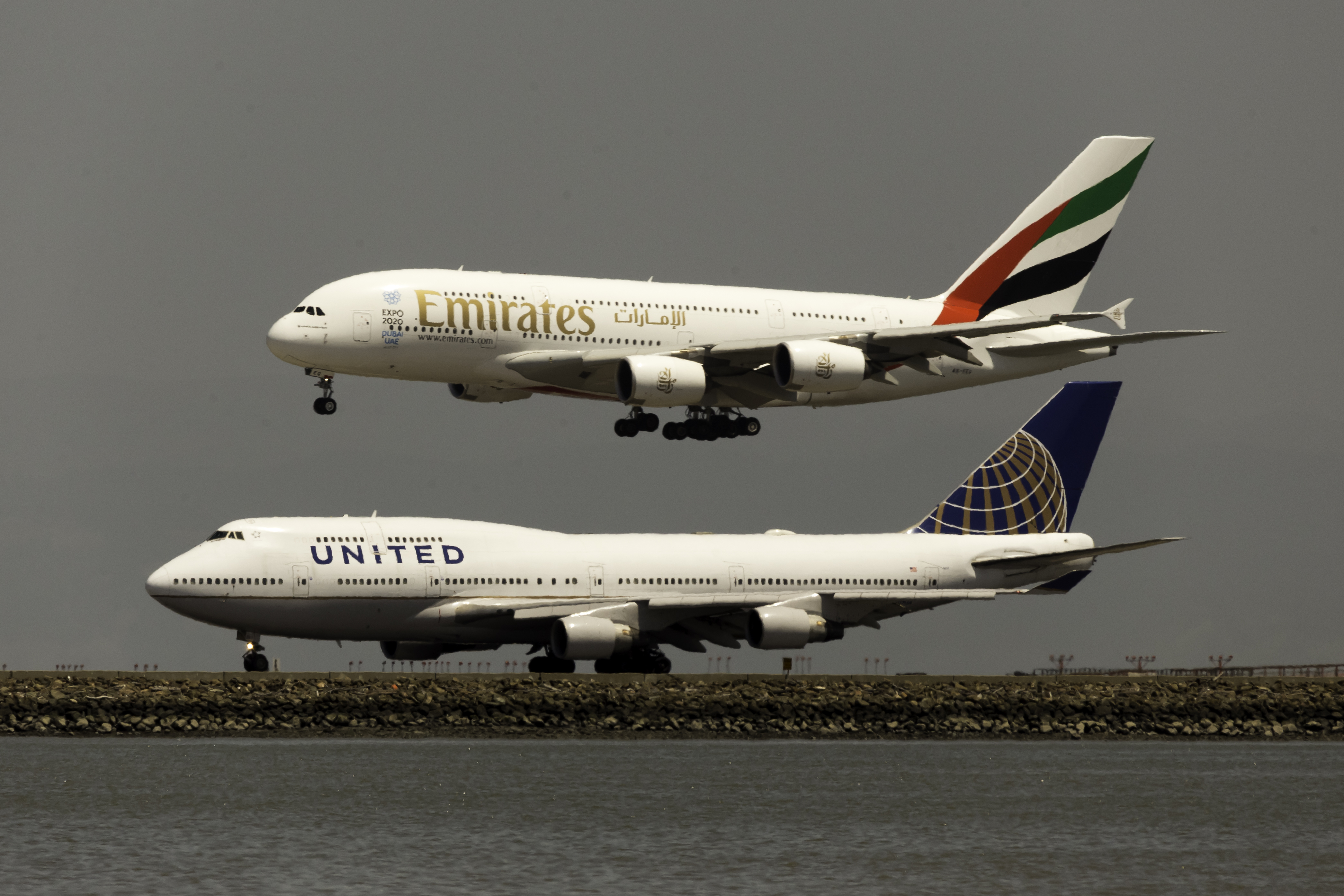
Die zwei größten Großraumflugzeuge Airbus A380 und Boeing 747

Ein Großraumflugzeug (englisch wide-body, wörtlich übersetzt ‚breiter Rumpf‘, oder twin-aisle ‚zwei Gänge‘) ist ein Verkehrsflugzeug mit mehr als fünf Meter Rumpfdurchmesser und mindestens zwei Gängen in der Passagierkabine, die auch eine zweite Ebene aufweisen kann. In diesen Eigenschaften unterscheiden sie sich von den Schmalrumpfflugzeugen.
Bei der Herstellung von Großraumflugzeugen besteht ein Duopol der Hersteller Boeing und Airbus.

## Entwicklungsgeschichte

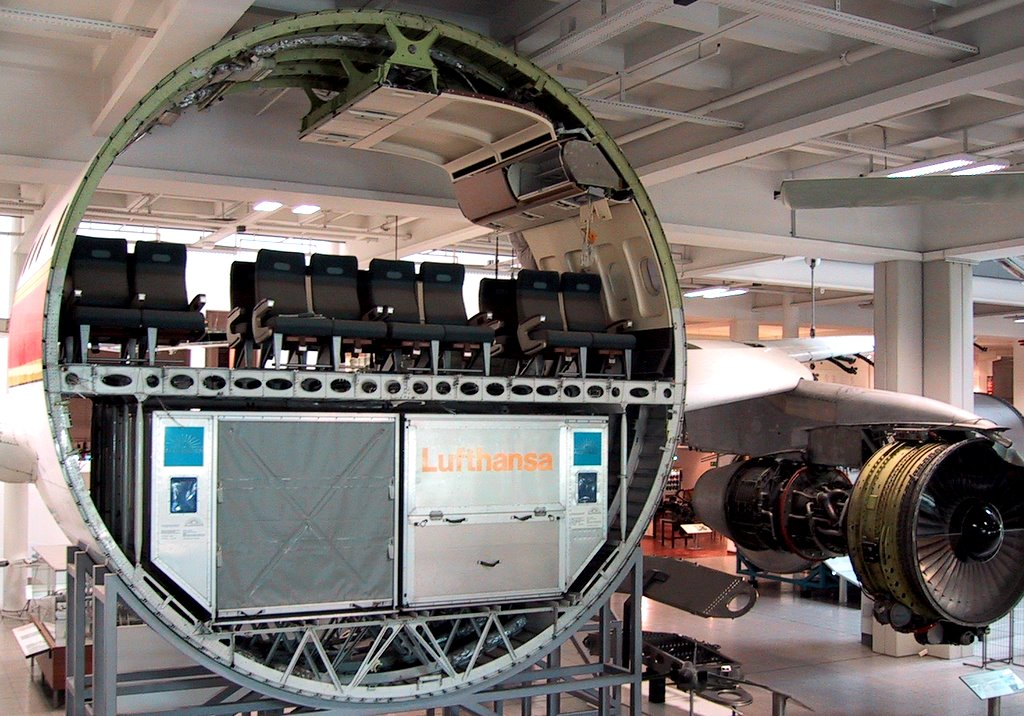
Querschnitt durch den Widebody-Rumpf der A300

Der Begriff Großraumflugzeug wurde bereits seit Ende der 1930er Jahre verwendet, so etwa für die Junkers Ju 90 oder die Messerschmitt Me 323 „Gigant“.
Die ersten Großraumflugzeuge im heutigen Sinne waren die Boeing 747, die McDonnell Douglas DC-10 und die Lockheed L-1011 TriStar. Später kam als erstes Flugzeug des europäischen Herstellers Airbus – und zugleich das erste zweistrahlige Großraumflugzeug – die A300 auf den Markt und etablierte damit ein erstes Konkurrenzangebot gegen die US-amerikanische Dominanz. Mit der Iljuschin Il-86 wurde das erste sowjetische Großraumflugzeug entwickelt, um dem erwarteten Wachstum im Flugverkehrsaufkommen zu begegnen. Zusätzlich zu diesen umfasst die Familie der Großraumflugzeuge heute die Boeing 767, die Boeing 777, die Boeing 787, die McDonnell Douglas MD-11, die von Airbus produzierten Typen A310, A330, A340, A350 und A380 sowie den russischen Typ Iljuschin Il-96.

## Vorteile
Im Vergleich zu Flugzeugen mit einem Gang, etwa den Schmalrumpfflugzeugen, bietet der große Rumpfdurchmesser eine Reihe von Vorteilen:
- Das Gang-/Sitzreihenverhältnis beschleunigt den Ein- und Aussteigevorgang und somit das Abfertigen der Maschine.
- Die Passagiere haben durch den breiten Rumpf ein deutlich großzügigeres Raumgefühl und der Passagierraum wirkt kaum noch als Röhre.
- Mit größer werdendem Rumpfdurchmesser steigt das Volumen quadratisch, die luftumspülte Oberfläche jedoch nur linear an. Damit ist der Luftwiderstand pro Passagier niedriger, was aber durch den höheren Anteil der zwei Gänge an der Kabinenbreite und die schlechte Nutzung der Höhe der Kabine wieder relativiert wird.
- Die Länge des Flugzeugs ist geringer als bei einem Schmalrumpfflugzeug mit gleicher Passagierkapazität. Dies verringert die Gefahr, dass das Heck bei Start oder Landung aufsetzt (sogenannter Tailstrike). Allerdings besteht dieses Problem weiterhin bei Großraumflugzeugen, die sehr lang sind (A340-600 oder auch B777-300ER).

## Nachteile
- Die Passagierkapazität von Großraumflugzeugen kann nicht so weit verringert werden wie bei Flugzeugen mit herkömmlicher Rumpfform, da der Rumpf nicht so stark verkürzt werden kann, wie es dafür erforderlich wäre.
- Großraumflugzeuge sind nur auf Strecken mit entsprechend hoher Passagierzahl wirtschaftlich einsetzbar.
- Die mittleren Sitzreihen werden gerade auf Langstrecken von vielen Passagieren wegen des Mangels eines Fensters (natürliches Licht, Wahrnehmung der Umwelt und ihrer Einflüsse auf den Flug, Ablenkung) als Einschränkung des eigenen Komforts empfunden.

## Zusammenfassung
Insgesamt gesehen ermöglichen Großraumflugzeuge höhere Passagierzahlen bei geringeren Transportkosten pro Passagier (Skaleneffekte). Erst sie haben interkontinentale Flugreisen für die breite Masse erschwinglich gemacht.

## Sonstiges
- Der Airbus A300 und die Iljuschin Il-86 sind bis heute die einzigen Großraumflugzeuge, die für Kurz- und Mittelstrecken konzipiert wurden, alle anderen gehören zu den Kategorien der Mittel- und Langstreckenflugzeuge.

- Großraumflugzeuge erzeugen starke Wirbelschleppen und kommen in der Regel auf ein maximales Startgewicht von über 136 Tonnen. Für diese Wirbelschleppenkategorie ist es im Funkverkehr mit Flughäfen vorgeschrieben, den Hinweis Heavy an das Rufzeichen anzuhängen. Sie verlangen außerdem von den Piloten eine gewisse Flugerfahrung. Die Fluggesellschaft Emirates beispielsweise fordert für einen Ersten Offizier 4000 Flugstunden, davon 2000 Stunden in einem Multicrew-Flugzeug. Im Luftfrachtbereich sind die Anforderungen etwas geringer. So gelten bei Lufthansa Cargo 1000 Stunden auf Jet- oder Turbopropmaschinen als Qualifikation.

- Die erste Fluggesellschaft, die gleichzeitig zwei-, drei- und vierstrahlige Großraumflugzeuge einsetzte, war Air Siam.

## Zukunft

Querschnitt von A380 und 747 durch Bereiche mit Oberdeck und Economy-Class Bestuhlung

Durch die tendenziell deutlich höhere Kapazität sind Großraumflugzeuge wirtschaftlicher als Schmalrumpfflugzeuge. Großraumflugzeuge werden überall dort eingesetzt, wo es das Verkehrsaufkommen rechtfertigt. Selbst Großraumflugzeuge mit nur „mittelgroßer“ Kapazität (aber großer Reichweite) wie die Boeing 767 haben einen Markt. Schmalrumpfflugzeuge werden eher im Zubringerverkehr, im Kurz- und Mittelstreckenbereich mit niedrigen bis mittlerem Verkehrsaufkommen und bei Billigfluggesellschaften eingesetzt. Auf Kurz- und Mittelstrecken sind Großraumflugzeuge, anders als in den 1970ern und 1980ern, als der Airbus A300 und Airbus A310 gebaut und entwickelt wurden, meistens nicht mehr gefragt. Sie sind den Fluggesellschaften dort in der Regel zu groß, da das Passagieraufkommen meistens nicht für mehrere Umläufe dieser Jets pro Tag auf einer Strecke reicht.
Bei sehr großem Rumpfdurchmesser ist es möglich, die Passagiere auf zwei Decks unterzubringen. Die Boeing 747 machte einen Anfang mit einem kleinen „Buckel“ für das Cockpit und einer kleinen Passagierkabine, und der Airbus A380 vollendet dies durch ein durchgehendes zweites Deck durch den gesamten Flugzeugrumpf mit nahezu elliptischem Querschnitt. Allerdings haben sowohl Boeing als auch Airbus die Einstellung der jeweiligen Produktion angekündigt. Der letzte Airbus A380 wurde im Dezember 2021 ausgeliefert. Boeing montierte die letzte 747 im Dezember 2022. Nachfolger sind nicht geplant, wie Diskussionen im Jahr 2024 um einen Nachfolger des A380 ergaben, da der weltweite Bedarf durch die mittlerweile verfügbaren A350-1000 und Boeing 777X mit erhöhter Sitzplatzkapazität gedeckt werde.

## Spezifikationen
| Modell          | Jahr | Trieb- werke | Maximum Höchst- abfluggewicht | Durchmesser Passagierebenen | Durchmesser Passagierebenen | Haupt-Passagierebene Economy-Class: Gesamtsitzplätze (Gesamtbreite) in Konfiguration auf Airline                                             | Bild                    |
| Modell          | Jahr | Trieb- werke | Maximum Höchst- abfluggewicht | innen: Haupt-/ obere        | außen: Haupt-               | Haupt-Passagierebene Economy-Class: Gesamtsitzplätze (Gesamtbreite) in Konfiguration auf Airline                                             | Bild                    |
| --------------- | ---- | ------------ | ----------------------------- | --------------------------- | --------------------------- | --- | ----------------------- |
| Airbus A300     | 1974 | 2            | 171.700 kg                    | 5,28 m                      | 5,64 m                      | 08 Plätze (5,18 m) in 2-4-2 auf TG A 08 Plätze (5,18 m) in 2-4-2 auf LH A                                                                    | Airbus A300F4-600R      |
| Airbus A310     | 1982 | 2            | 164.000 kg                    | 5,28 m                      | 5,64 m                      | 08 Plätze (5,30 m) in 2-4-2 auf AI A 09 Plätze (5,03 m) in 3-3-3 auf TS                                                                      | Airbus A310-200         |
| Airbus A330     | 1994 | 2            | 233.000 kg                    | 5,28 m                      | 5,64 m                      | 08 Plätze (5,33 m) in 2-4-2 auf EK A 09 Plätze (5,03 m) in 3-3-3 auf D7                                                                      | Airbus A330-300         |
| Airbus A340     | 1993 | 4            | 380.000 kg                    | 5,28 m                      | 5,64 m                      | 08 Plätze (5,27 m breit) in 2-4-2 auf EY A                                                                                                   | Airbus A340-600         |
| Airbus A350     | 2012 | 2            | 316.000 kg                    | 5,59 m / 5,71 m NPS         | 5,94 m                      | 09 Plätze (5,49 m) in 3-3-3 auf LH 10 Plätze (5,27 m) in 3-4-3 auf TX                                                                        | A350-1000               |
| Airbus A380     | 2007 | 4            | 560.000 kg                    | 6,58 m / 5,92 m             | 7,14 m                      | 10 Plätze (5,67 m) in 3-4-3 auf SQ 10 Plätze (5,52 m) in 3-4-3 auf QF 10 Plätze (5,49 m) in 3-4-3 auf EK 11 Plätze (5,49 m) in 3-5-3 geplant | Airbus A380-800         |
| Boeing 747      | 1970 | 4            | 412.800 kg                    | 6,10 m / 3,45 m             | 6,50 m                      | 10 Plätze (5,39 m) in 3-4-3 auf TG 10 Plätze (5,24 m) in 3-4-3 auf NW B                                                                      | Boeing 747-8I           |
| Boeing 767      | 1982 | 2            | 204.100 kg                    | 4,72 m                      | 5,03 m                      | 07 Plätze (5,49 m) in 2-3-2 auf UA 07 Plätze (5,18 m) in 2-3-2 auf US B                                                                      | B767-300                |
| Boeing 777      | 1995 | 2            | 351.500 kg                    | 5,87 m                      | 6,20 m                      | 09 Plätze (5,49 m) in 2-5-2 auf UA 09 Plätze (5,79 m) in 3-3-3 auf SQ 09 Plätze (5,03 m) in 2-4-3 auf NH 10 Plätze (5,18 m) in 3-4-3 auf AF  | B777-300ER              |
| Boeing 787      | 2010 | 2            | 245.000 kg                    | 5,46 m                      | 5,77 m                      | 08 Plätze (5,64 m) in 2-4-2 09 Plätze (5,24 m) in 3-3-3                                                                                      | Boeing 787-8            |
| Iljuschin Il-86 | 1980 | 4            | 208.000 kg                    | 5,70 m                      | 6,08 m                      | 09 Plätze (5,49 m) in 3-3-3 | Iljuschin Il-86         |
| Iljuschin Il-96 | 1992 | 4            | 240.000 kg                    | 5,70 m                      | 6,08 m                      | 09 Plätze (5,49 m) in 3-3-3 auf SU A | Iljuschin Il-96         |
| L1011 Tristar   | 1972 | 3            | 231.300 kg                    | 5,76 m                      | 5,97 m                      | 09 Plätze (5,18 m) in 2-5-2 auf SV A | Lockheed L-1011 Tristar |
| MD DC-10        | 1971 | 3            | 259.500 kg                    | 5,69 m                      | 6,02 m                      | 09 Plätze (5,24 m) in 2-5-2 auf NW B | DC-10                   |
| MD MD-11        | 1990 | 3            | 286.000 kg                    | 5,69 m                      | 6,02 m                      | 09 Plätze (5,33 m) in 3-3-3 auf KL A | MD-11                   |